# Gun (chinesische Mythologie)
Gun (chinesisch 鯀, Pinyin Gǔn), auch bekannt als Graf von Chong (崇伯鯀,  Chóngbó Gǔn), war eine Figur in der chinesischen Mythologie, die manchmal als der Vater von Yu dem Großen, dem Gründer der Xia-Dynastie, bezeichnet wird. Gun wurde von Kaiser Yao auf Anraten der Vier Berge mit der Aufgabe betraut, die Große Flut zu kontrollieren. Gun setzte Deiche ein, um zu versuchen, die Überschwemmung zu stoppen, aber die Deiche brachen zusammen und töteten viele Menschen.

## In der Mythologie
In vielen Versionen der Mythologie erscheint Gun als Halbgott. In Legenden entdeckte er sogar einige der Geheimnisse der Götter. Um Deiche zu bauen, die die Überschwemmungen abwehren sollten, stahl er von den Göttern Xirang (息壤) (sich selbst erneuernde Erde). Als die Deiche fertig waren und der Wasserstand stieg, hob sich auch die magische Erde des Deiches, um das Wasser fernzuhalten. Das funktionierte anfangs sehr gut, aber als die Deiche zu hoch stiegen (in der Legende stiegen sie bis zu neun rèn 仞 (ein altes chinesisches Maß von 1 bis 3 Metern)), brachen sie zusammen, was zum Tod vieler Menschen in der folgenden Flut führte. Einige Legenden besagen, dass Gun von Shun auf dem Federberg mit dem Schwert von Wu hingerichtet wurde, andere Quellen hingegen besagen, dass er Selbstmord beging, indem er in einen Abgrund sprang, sich in ein Tier verwandelte und zum Gott des Abgrunds wurde. Vor seinem Tod befahl er seinem Sohn, Yu dem Großen, seine Aufgabe zu beenden.
Das Shanhaijing berichtet, dass Gun der Enkel von Huangdi ist, und sein Vater ist Luo Ming.